# 小行星4031
小行星4031（英語：4031 Mueller）是一颗围绕太阳公转的小行星。1985年2月12日，卡羅琳·舒梅克在帕洛马山发现了此天体。
这颗小行星的绝对星等为69.4841077996815等。